# Tibetani
I tibetani (བོད་པ་, 藏族) sono un popolo che vive nel Tibet e nelle aree circostanti. Rappresentano uno dei più grandi gruppi etnici che fanno parte delle 56 etnie riconosciute dalla Repubblica Popolare Cinese, sebbene il termine "tibetano" possa riguardare un insieme di più gruppi etnici. Secondo un censimento del 1959, il numero di tibetani in Cina si attestava sulle 6.330.567 unità. Ethnologue, inoltre, riconosce altre 125.000 persone di origine tibetana in India, 60.000 in Nepal e 4.000 in Bhutan.

## Origini
L'origine del popolo tibetano viene generalmente fatta risalire a popolazioni nomadi non cinesi chiamate Ch'iang, che allevavano pecore e bestiame nell'Asia centro-orientale spingendosi fin verso i confini nord-occidentali della Cina. L'eredità di questa origine si ritrova nel tipo di coltivazione tibetana unito al costante elemento dell'allevamento di animali; nell'attitudine dei tibetani a viaggiare attraverso grandi distanze; nella loro innata abilità nel trattare e nell'allevare i cavalli, gli yak e altri animali; nell'attrazione per l'aria aperta e per i grandi spazi e nel loro forte individualismo, sebbene vi siano molte altre influenze culturali e storiche su questa etnia. Alcuni antropologi, inoltre, credono che siano i popoli di origine scita ad aver dato l'attuale collocazione geografica ai tibetani. Secondo uno studio condotto nel 2000, fu indicato che i tibetani possiedono un cromosoma Y dalle molteplici origini, dalle regioni centrali dell'Asia fino alle punte più ad est. Secondo le ultime teorie dei linguisti, inoltre, la lingua tibetana è molto più vicina al cinese di quanto si potesse pensare negli anni precedenti.
I Tibetani presentano caratteristiche che li rendono adatti a vivere ad altitudini elevate e a temperature estreme, che sarebbero state loro trasmesse in epoca preistorica da Denisovani tramite l' introgressione, uno specifico meccanismo di ibridazione tra specie diverse.

## Descrizione

### Caratteristiche
Fin dal XIX secolo la presenza cinese in Tibet è andata crescendo e spesso le popolazioni Khampa sono bilingui. Inoltre, i matrimoni fra tibetani e cinesi non sono comuni.

### Caratteristiche fisiche
I tibetani hanno solitamente pelle olivastra, capelli corti, molto spesso rasati a zero, occhi castani o verdi (quest'ultimo colore dovuto ad aspetti ereditari mongoli). Gli uomini spesso portano i baffi, mentre i nomadi hanno generalmente i capelli lunghi.
I tibetani delle regioni centrali mostrano nelle loro origini una forte componente mongola. I gruppi nomadi degli altopiani, invece, (conosciuti anche come Drokpa) e i "Khampa" del Kham sono fisicamente più alti e longilinei, con alcune particolari caratteristiche come il naso aquilino. Si pensa che questi ultimi siano di discendenza scita. Nelle regioni a ovest, specialmente intorno a Ladakh e Kashmir, i gruppi di tibetani sembrano invece discendere dai popoli di origine indo-ariana.
I tibetani hanno la leggendaria caratteristica di saper sopravvivere a temperature molto fredde e in situazioni ambientali caratterizzate da notevoli altitudini, come quelle presenti negli altopiani del Tibet. Recentemente alcuni scienziati hanno affermato di aver isolato il gene responsabile di questo speciale adattamento. Le loro ricerche hanno portato alla luce un gene che migliora la saturazione dell'ossigeno.
Il  Tibet Paleolithic Project (archiviato dall'url originale il 2 settembre 2006), infine, sta studiando la colonizzazione degli altopiani del Tibet risalente all'età della pietra, nella speranza di poter trovare e isolare definitivamente le cause della straordinaria adattabilità del popolo tibetano ad ambienti così estremi.

### Gruppi
Il popolo tibetano è diviso in parecchi gruppi. Questi includono i Changri, i Nachan, gli Hor, che sono a loro volta suddivisi in 51 sottogruppi, ognuno dei quali mantiene una propria identità culturale.
Gli Hor, che sono suddivisi in 31 sottogruppi, sono discendenti dei Mongoli. Gli abitanti del Kham sono conosciuti come Khampa o Khamba e si dividono in 14 gruppi etnici aventi culture e lingue diverse, mentre quelli residenti a ovest e a nord vengono comunemente chiamati Pöba. I discendenti dei Karjia sono invece conosciuti come Amdo. Infine l'origine dei tangut, oggi considerati un popolo estinto, può essere trovata tra i tibetani e tra i Salar del Gansu.

## Religione

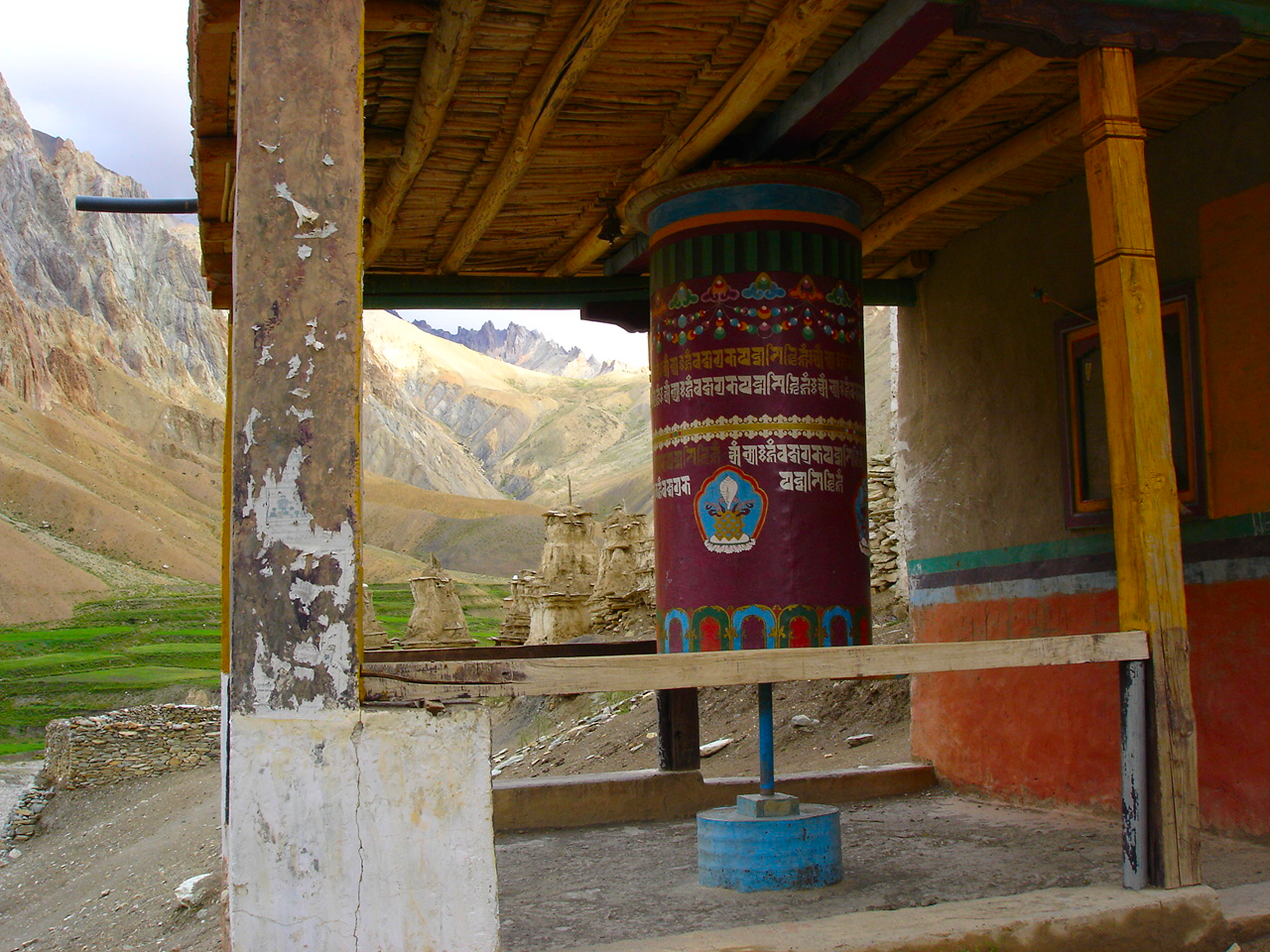
Ruota di preghiera con uno stupa sullo sfondo.

Secondo la leggenda il 28º re del Tibet, Lhatotori Nyentsen, sognò un tesoro sacro che cadeva dal cielo: vi erano contenuti un sutra buddista, alcuni mantra e oggetti religiosi. Tuttavia, siccome l'alfabeto tibetano non era ancora noto al popolo, a prima vista nessuno sapeva che cosa ci fosse scritto nel sutra. Quindi il buddhismo non prese piede nel Tibet fino al regno di Songtsen Gampo, che sposò due principesse buddiste, Brikhuti e Wencheng Kongjo. Divenne poi popolare quando, su invito del 38º re tibetano, Trisong Deutson, in Tibet arrivò Padmasambhava, largamente noto come Guru Rinpoche.
Oggi si possono vedere tibetani che depositano pietre Mani ovunque. I lama tibetani, sia buddisti sia Bön (la religione che precedette il buddhismo) esercitano un ruolo importante nella vita del popolo tibetano, officiando cerimonie religiose e curando i monasteri. I pellegrini piantano le loro “bandiere di preghiera” sui terreni sacri come simbolo di buona fortuna.
La ruota di preghiera è un mezzo per recitare il mantra facendola girare più volte in senso orario. Al fine di non dissacrare luoghi sacri come Stupa, pietre Mani e Gompa (monasteri), i buddisti tibetani girano loro attorno sempre in senso orario (ovvero tenendoli sulla destra), mentre al contrario i Bön lo fanno in senso antiorario, tenendoli sulla sinistra. I buddisti tibetani recitano la preghiera "Om mani padme hum", mentre i Bön recitano "Om matri muye sale du".

## Cultura
Il Tibet vanta una ricca cultura. Feste tibetane come quelle di Losar, Shoton, Linka, e la Festa del Bagno sono profondamente radicate nella religione locale e contengono anche influssi dall'estero. Ognuno partecipa tre volte alla Festa del Bagno: alla nascita, al momento del matrimonio e in quello della morte. È convinzione tradizionale che non si debba fare il bagno a caso, ma soltanto per le occasioni più importanti.

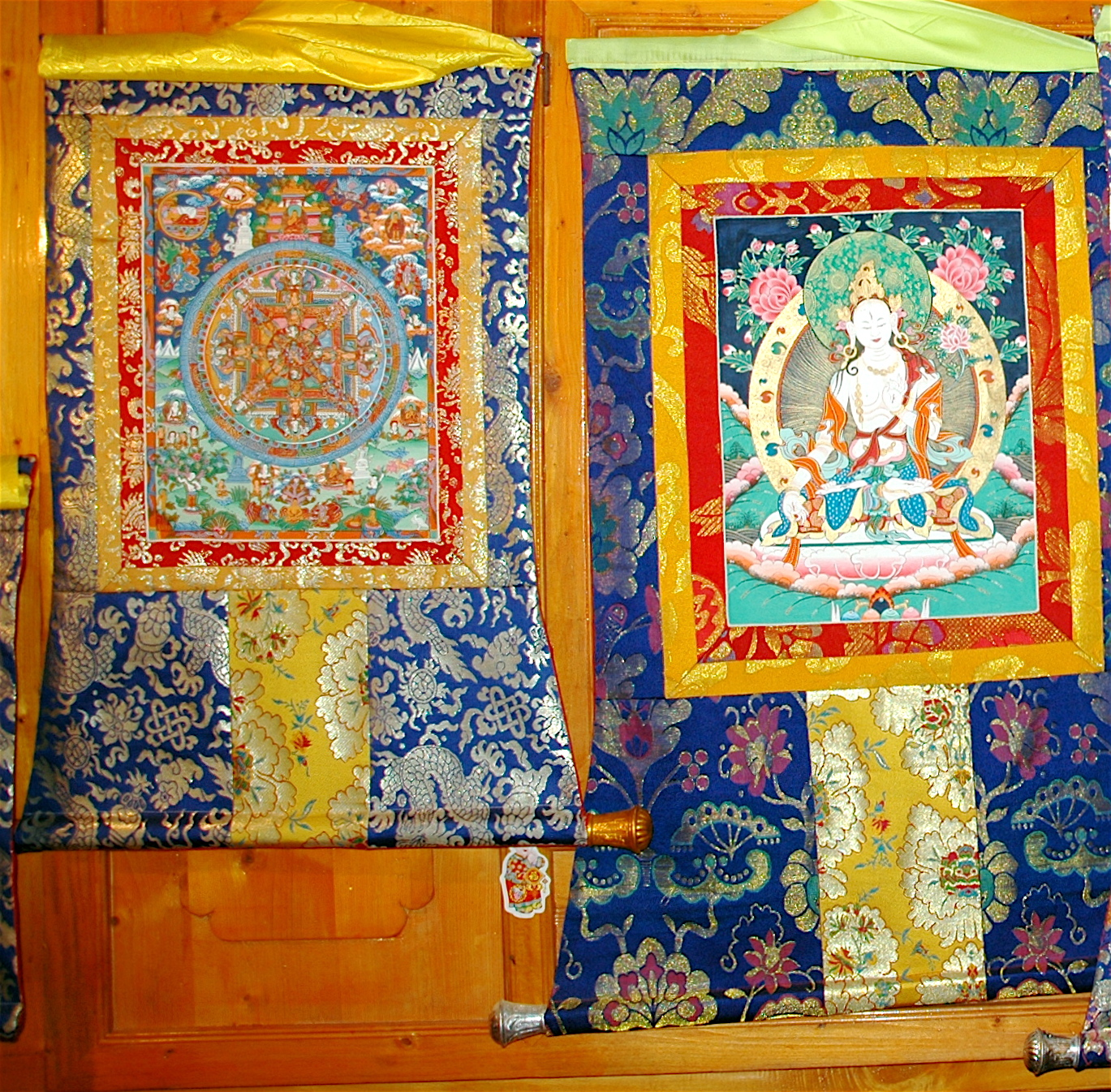
Thangka dipinti da monaci-pittori nel Monastero Wutun Si, vicino a Tongren, Qinghai, Cina

### Arte
L'arte tibetana è profondamente religiosa per natura, dalle statue di squisito dettaglio che si trovano nei Gompa alle sculture in legno ai disegni intricati dei dipinti Thangka. L'arte tibetana è rintracciabile in quasi ogni oggetto e aspetto della vita quotidiana.
I dipinti Thangka, una forma di sincretismo tra il dipinto cinese su rotolo e le pitture nepalese e kashmiri, sono apparsi nel Tibet attorno al X secolo. Rettangolari e dipinti su cotone o lino, di norma essi raffigurano motivi tradizionali, compresi argomenti di natura religiosa, astrologica e teologica, nonché talvolta un Maṇḍala. Per garantire che l'immagine non sbiadisca, nel procedimento rientra l'uso di pigmenti organici e minerali, e il dipinto è incorniciato (e protetto) da vivaci broccati di seta.

### Teatro
L'opera popolare tibetana, nota come Ache lhamo, che significa letteralmente “dea sorella” o “sorella celestiale”, è una combinazione di danze, cantilene e canzoni. Il repertorio è tratto da narrazioni buddiste e dalla storia tibetana.
L'opera tibetana è stata fondata nel XIV secolo da Thangthong Gyalpo, un lama costruttore di ponti. Lui stesso e sette giovani da lui assoldate organizzarono la prima rappresentazione al fine di raccogliere fondi per costruire ponti che avrebbero facilitato i trasporti in Tibet. La tradizione continuò ininterrotta per quasi 700 anni, e rappresentazioni si tengono in occasione di diverse festività, come quelle di Lingka e Shoton. Lo spettacolo è di norma un dramma, dato su una scena spoglia, che combina danze, cantilene e canzoni. Per identificare un personaggio sono talvolta indossate maschere a vivaci colori, in cui il rosso simboleggia il re e il giallo indica divinità e lama. La rappresentazione inizia con una purificazione e con benedizioni officiate sulla scena. Dopo di che un narratore canta un sommario della vicenda e lo spettacolo comincia. Un'altra benedizione rituale è officiata alla fine del dramma.

### Architettura

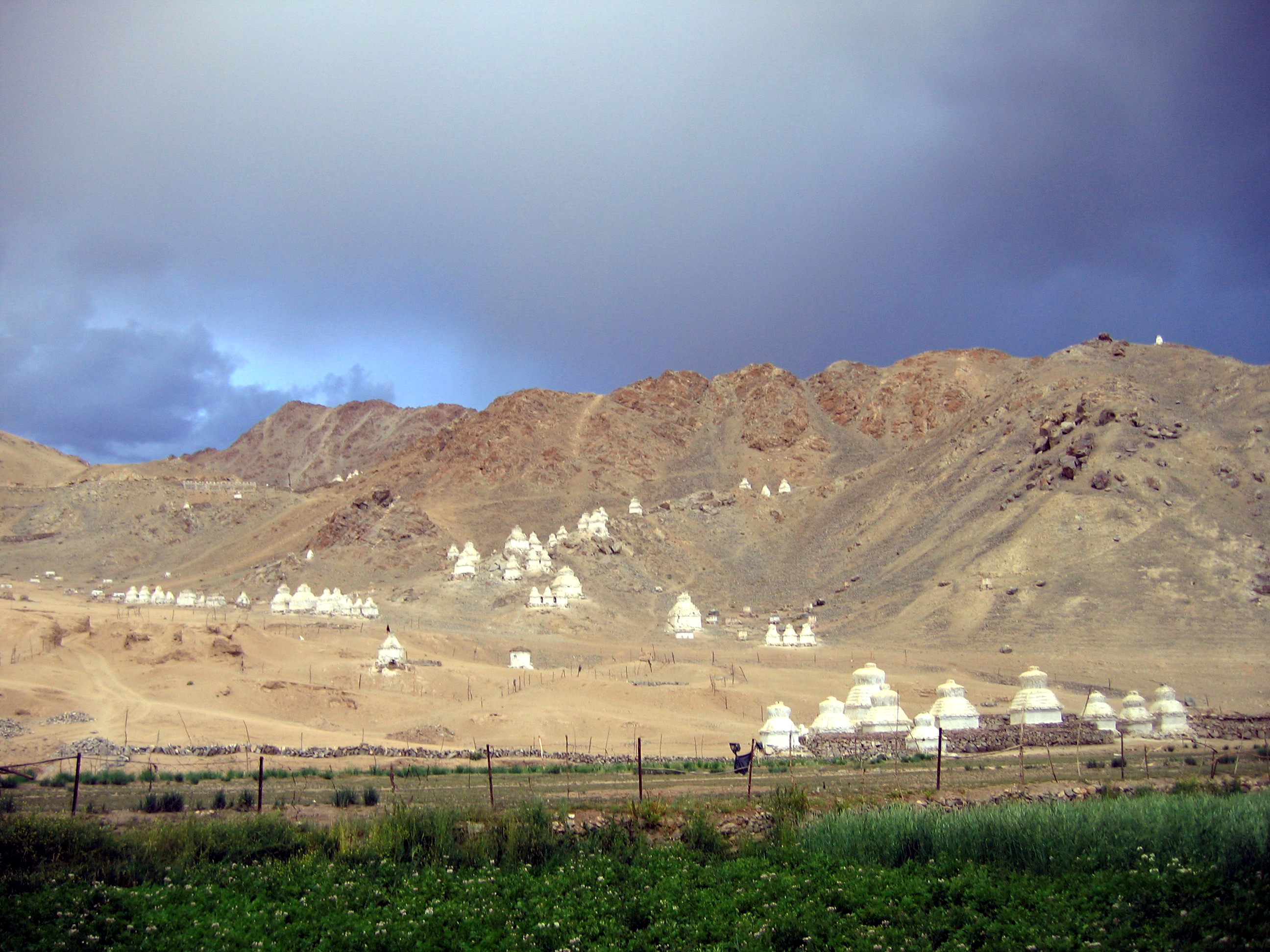
Il paesaggio del Ladakh è costellato di chörten e stupa.

L'architettura tibetana contiene influssi cinesi e indiani e riflette una profonda adesione al buddismo. La ruota buddista, in congiunzione con due draghi, si vede in quasi ogni Gompa del Tibet. La struttura degli Stupa tibetani può variare, dalle pareti arrotondate del Kham alle quattro squadrate del Ladakh.
La più singolare caratteristica di questa architettura è che molti dei monasteri e delle case sono costruiti in luoghi elevati e soleggiati. Essi sono spesso realizzati con un misto di pietre, legno, cemento e terra. Per il riscaldamento e l'illuminazione si dispone di poco combustibile, per cui si adottano tetti piatti per conservare il calore e finestre multiple per far entrare il sole. Le pareti sono di norma inclinate di 10 gradi verso l'interno come precauzione contro i frequenti terremoti nella zona montagnosa.
Strutturato com'è in 117 metri di altezza e 360 di ampiezza, il Palazzo del Potala è considerato il più importante esempio di questa architettura. Già residenza del Dalai Lama, è composto di oltre mille stanze disposte su tredici piani e ospita innumerevoli raffigurazioni dei passati Dalai Lama e statue del Buddha. Si divide in Palazzo Bianco (esterno), dove risiedono gli uffici amministrativi, e Quartieri Rossi (interni), che ospitano la sala dell'assemblea dei lama, cappelle, 10.000 reliquiari e una vasta biblioteca di scritture buddiste.

### Medicina
La medicina tibetana è una delle più vecchie del mondo. Utilizza fino a 2.000 tipi di piante, a 40 specie animali e a 50 minerali. Una delle figure chiave della sua evoluzione è stato il rinomato medico dell'VIII secolo Yutok Yonten Gonpo, che produsse i Quattro Tantra Medici integrandovi materiale tratto dalle tradizioni mediche di Persia, India e Cina. Questi tantra sono costituiti da un totale di 156 capitoli in forma di thangka, che parlano della medicina tibetana arcaica e degli aspetti essenziali delle medicine di altri luoghi.
Il 13º discendente di Yutok Yonten Gonpo, Yuthok Sarma Yonten Gonpo (considerato il secondo dio della medicina), consolidò ulteriormente la tradizione con una serie di viaggi di studio in India, completando i Quattro Tantra Medici e compilando altre diciotto opere mediche.

### Cicli di vita
I tibetani credono con forza nella reincarnazione, con la connessa idea buddista del Bardo nel periodo post-mortem. Nel momento della nascita e della morte vengono officiate specifiche cerimonie religiose, molte delle quali derivano da riti dell'antica religione Bön, anche se nel tempo esse si sono modificate per accogliere pratiche più specificamente buddiste.
Durante la cerimonia relativa alla nascita, o Pangsai, i parenti si riuniscono per festeggiare e celebrare riti. A genitori e nuovo nato vengono offerti regali in forma di cibo, indumenti e sciarpe votive bianche (khada). Per i visitatori può anche essere preparato un convito a base di frittelle. È costume usuale che sia presente anche un lama di alto rango per dare un nome al bambino.
Alla morte, ai tibetani viene impartito il “funerale del cielo” o la cremazione; il funerale del cielo è un rito non usato in tutto il Tibet che si ritiene porti al sicuro in paradiso lo spirito del defunto. Prima di questo funerale il cadavere è avvolto in un telo bianco e tenuto in casa per diversi giorni mentre i lama cantano sutra onde alleviare le pene per i peccati commessi in vita dal defunto. Un vaso rosso contenente farina di tsampa (orzo abbrustolito) mista a sangue e altre sostanze commestibili viene ornato con una khada bianca e appeso alla porta di casa. Al lutto partecipano anche gli amici del defunto, che portano brocche di vino il giorno prima dell'asportazione del cadavere.
Il giorno del funerale arriva in casa uno smembratore che trasporta il cadavere al luogo sacro destinato ai funerali, immediatamente seguito dagli amici e da un lama. Lo smembratore fa a pezzi il cadavere e poi chiama gli avvoltoi perché lo divorino. Le ossa vengono abbandonate lì, a cielo aperto.
I tibetani credono che gli avvoltoi abbiano il potere di portare in paradiso lo spirito del defunto. Nel caso che essi non mangino il cadavere, o ne divorino soltanto una parte, si ritiene che il morto abbia commesso peccati gravi e che di conseguenza sia condannato alla permanenza in uno degli inferni buddisti. Se invece gli avvoltoi divorano ogni parte del corpo o almeno la maggior parte di esso, l'anima procede verso una rinascita più pura. Le convinzioni circa il fatto che l'anima proceda verso il Nirvana differiscono a seconda delle diverse zone e delle scuole buddiste locali.
Data la scarsità di legname, la cremazione è invece riservata alle personalità importanti come i grandi lama buddhisti dei quali vengono raccolte le reliquie.

## Abbigliamento
Gli uomini tibetani portano per lo più i capelli lunghi, anche se di recente alcuni se li tagliano. Le donne li acconciano in due trecce, le ragazze in una sola. Gli uomini che portano i capelli lunghi li raccolgono in una crocchia sopra la testa, spesso avvolta in un panno rosso che funge da turbante.
A causa del clima freddo del Tibet, le donne indossano gonne e giacche di seta o stoffa. Gli uomini portano pantaloni lunghi e sciolti, accompagnati da un'altrettanto sciolta tunica, a volte priva di maniche, con una sorta di bretella in alto legata sulla destra, e stivali di lana o cuoio. Una o entrambe le maniche del cappotto vengono di norma lasciate libere e legate in vita. I pastori indossano a volte un indumento di vello di pecora invece della giacca. In aggiunta gli uomini portano ampie fasce in vita, e le donne grembiuli dai colori vivaci.

## Usi
Solitamente i Tibetani salutano amici o parenti con la formula "Tashi Delek", togliendosi il cappello e inchinandosi cortesemente. Inoltre, quando salutano una persona anziana o di riguardo, abbassano il cappello fino a terra in segno di rispetto.

In una voce dell'Enciclopedia Britannica edizione 1911 si legge: “tra gli usi dei tibetani, quello forse più particolare è la poliandria, situazione in cui i fratelli di una famiglia condividono una sola moglie, essenzialmente al fine di evitare la suddivisione della proprietà”.

"La monogamia", continua la voce, "sembra però essere la norma tra le tribù di pastori...."

È praticata anche la poligamia, principalmente dai Tibetani del Kham. I matrimoni con cinesi Han non mancano ma sono rari: i tibetani nutrono infatti sentimenti negativi nei confronti di questa etnia a causa delle tensioni provocate dalla sua dominazione nel loro paese.